# Pegomya deprimata
Pegomya deprimata är en tvåvingeart som först beskrevs av Zetterstedt 1845.  Pegomya deprimata ingår i släktet Pegomya och familjen blomsterflugor. Arten är reproducerande i Sverige. Inga underarter finns listade i Catalogue of Life.